# Бень (Польща)
Бень (пол. Bień) — село в Польщі, у гміні Стомпоркув Конецького повіту Свентокшиського воєводства.
Населення — 39 осіб (2011).
У 1975-1998 роках село належало до Келецького воєводства.

## Демографія
Демографічна структура на день 31 березня 2011 року:
|          | Загалом | Допрацездатний вік | Працездатний вік | Постпрацездатний вік |
| -------- | ------- | ------------------ | ---------------- | -------------------- |
| Чоловіки | 15      | 0                  | 9                | 6                    |
| Жінки    | 24      | 1                  | 13               | 10                   |
| Разом    | 39      | 1                  | 22               | 16                   |